# Erioptera inornatipes
Erioptera inornatipes är en tvåvingeart som beskrevs av Alexander 1925. Erioptera inornatipes ingår i släktet Erioptera och familjen småharkrankar. Inga underarter finns listade i Catalogue of Life.